# Зузана Рехак-Щефечекова
Зузана Рехак-Щефечекова (на словашки: Zuzana Rehák-Štefečeková) е словашка състезателка по спортна стрелба, състезаваща се в дисциплината трап.
Родена е в Нитра, Чехословакия. Олимпийска шампионка е от Токио (2020). Сребърна медалистка е от игрите в Пекин (2008) и Лондон (2012). Заради раждането на сина си пропуска Олимпиадата в Рио де Жанейро(2016). Трикратна световна шампионка е през 2010 и 2018 г. Шампионка е от Европейските игри през 2015 г. Европейска шампионка е от 2018 г. Състезава се за „Slovakia 1“.